# 恋爱相对论
《恋爱相对论》 (前名《爱上狮子座》)，由是一齣都市时尚情感剧，由浙江绿城文化传媒有限公司製作。編劇是魏约翰、導演是崔亮、演員有甘婷婷、朴海镇、张俪、徐光、林宇中、朱琳，2012年7月杀青。2013年8月13日於西安白鸽都市频道（西安电视台2套）播出。於2014年9月26日和9月29日分別在广东卫视和云南卫视上星播出。

## 海外播出
| 頻道              | 所在地 | 播映日期              | 播出時間                 |
| ----------------- | ------ | --------------------- | ------------------------ |
| 广东卫视/云南卫视 | 中国   | 2014年9月26日/9月29日 |                          |
| DATV              | 日本   | 2015年3月24日         | （火）19:00～（2話連続） |

## 故事內容
一段姐弟恋的故事：摄影师李昂(朴海镇 饰)在拍摄时不仅摔坏了杂志社里那款昂贵相机，还惹怒了总监女魔头郝丽人(甘婷婷 饰)。李昂家境并不富裕，妹妹小木(朱雯宇 饰)又患有先天性心脏病，李昂还背上了赔偿相机的债务。之后李昂帮助郝丽人重拾爱情，但却在慢慢相处中发现彼此互爱对方。

## 演员
| 演员   | 角色   | 备注 |
| 甘婷婷 | 郝丽人 |      |
| 朴海镇 | 李昂   |      |
| 张俪   | 方天娜 |      |
| 徐光   | 喻威   |      |
| 林宇中 | 姜瑞   |      |
| 朱琳   | 任玥   |      |
| 左金珠 | 陈小鹏 |      |
| 赵兆   | 林达子 |      |
| 邱枫   | 林小惠 |      |
| 司源   | 郝成斌 |      |
| 苏茂洋 | 大毛   |      |
| 朱子岩 | 杜鹃   |      |
| 胡克   | 陆洋   |      |
| 朱翊   | 郝亚军 |      |
| 苏在强 | 李木   |      |
| 朱雯宇 | 小木   |      |

## 外部連結
- 《恋爱相对论》新浪网专题 （页面存档备份，存于）
- 《爱上狮子座》开机 朴海镇甘婷婷上演姐弟恋 （页面存档备份，存于）